# Google Earth Pro
Google Earth Pro (офіційна назва українською мовою: Google Планета Земля Про) — це версія Google Earth, комп'ютерної програми Google, що зображує планету Земля, але спочатку була орієнтованою на бізнес оновленням до Google Планета Земля з такими функціями, як виробник фільмів та імпортер даних. До кінця січня 2015 року вона була доступна за 399 доларів на рік, хоча Google вирішив зробити її безкоштовною для громадськості [63] [64]. Наразі Google Earth Pro є стандартною версією настільного додатка Google Earth станом на версію 7.3. [65] Версія Pro включає додаткове програмне забезпечення для створення фільмів, вдосконаленого друку та точних вимірювань, і в даний час доступна дляMicrosoft Windows, Mac OS X 10.8 або новішої версії та Linux. [66]

## Інші функції

### Симулятори польотів
У Google Планета Земля 4.2 в додаток був доданий симулятор польоту. Спочатку це була прихована функція, коли вона була представлена в 2007 році, але, починаючи з 4.3, вона отримала опцію з маркуванням в меню. Крім управління клавіатурою, симулятором можна керувати за допомогою миші або джойстика. [50][51] Симулятор також працює з анімацією, дозволяючи об'єктам, таким як літаки, оживити під час роботи на симуляторі. [52]
Інший симулятор польоту, GeoFS, був створений під назвою GEFS-Online за допомогою API плагінів Google Earth для роботи в веббраузері. З 1 вересня 2015 року програма тепер використовує програму з відкритим вихідним кодом CesiumJS, через припинення роботи Google Earth Plug-in. [53]